# Кристофър Катонго
Кристофър Катонго (на английски: Christopher Katongo; 31 август 1982 г., Муфулира, Замбия) е футболист от националния отбор на Замбия.
Може да играе както като дясно крило, така и като нападател. По-голям брат на Феликс Катонго. От края на 2014 г. играе за отбора Голдън Ароус (РЮА).

## Биография

### Клубна
Професионалната си кариера започва в клуба от долните дивизии на Замбия Бутондо Уест Тайгърс.
През 1999 г. преминава в клуба от Втора лига на замбийския шампионат Калулуши Модърн Старс.
През 2001 г. сключва договор с отбора от Висшата лига на страната Грийн Бъфалоус, спонсориран от министерствота на отбраната на Замбия. Изиграва с отбора 4 сезона. През 2003 г. в състава на Грийн Бъфалоус достига до 1/4 финал на Купата на Конфедерациите на КАФ, което е най-високото постижение за отбора.

### Национален отбор на Замбия
За националния отбор на страната играе от 2003 г. Носитер на Купата на Съюза на южноафриканските футболни асоциации 2006 г. Участник в Купата на африканските нации през 2006, 2008 и 2010 г. Най-високо постижение — победа в турнира през 2012 г. На това издание Катонго е капитан на националния отбор.

## Постижения
- Купа на Дания: 2007/08
- Купа на африканските нации: шампион 2012
- Най-добър играч в Купата на африканските нации: 2012